# Département de Simoca
Le département de Simoca est une des 17 subdivisions de la province de Tucumán, en Argentine. Son chef-lieu est la ville de Simoca.
Le département a une superficie de 1 261 km2. Sa population s'élevait à 29 932 habitants, suivant le recensement de 2001 (source : INDEC).

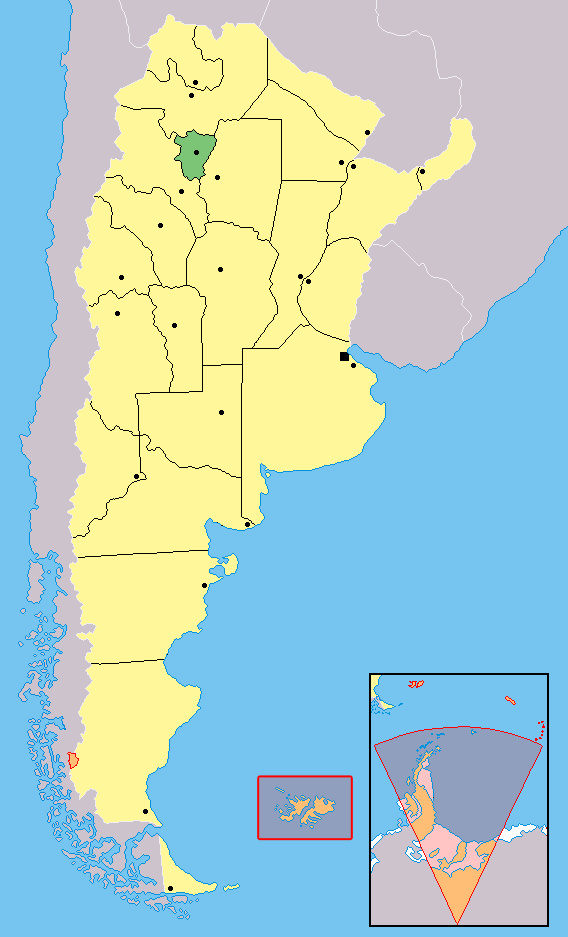
Localisation de la province de Tucumán en Argentine